# Wolfman Jack
Wolfman Jack, pseudonym för Robert Weston Smith, född 21 januari 1938 i Brooklyn i New York, död 1 juli 1995 i Belvidere, Perquimans County, North Carolina, var en amerikansk radio-discjockey. 
Han gjorde även en del framträdanden som sig själv i filmer och tv-shower, det mest kända var i filmen Sista natten med gänget.